# Strawberry Hill

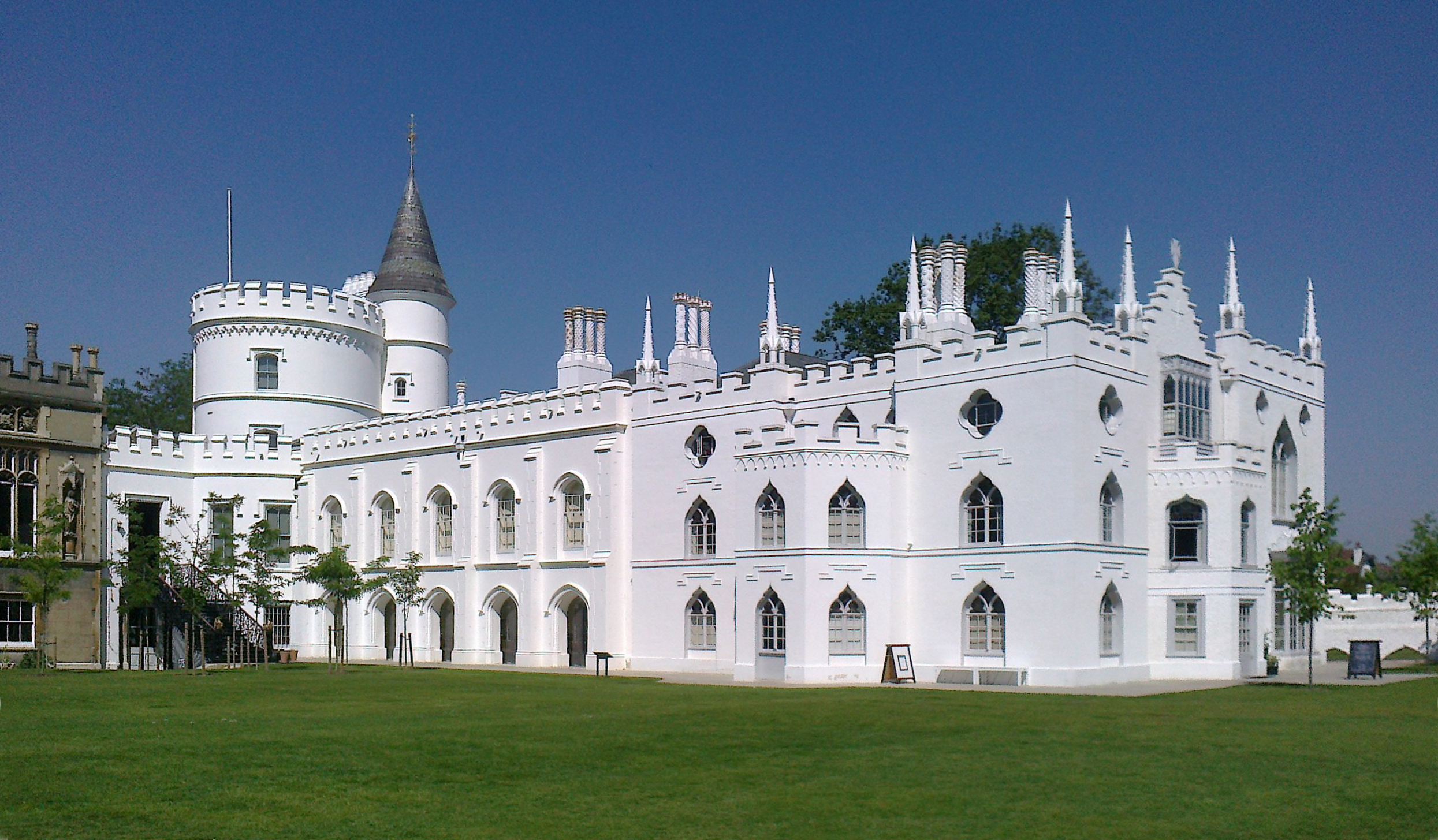
Strawberry Hill House in 2012

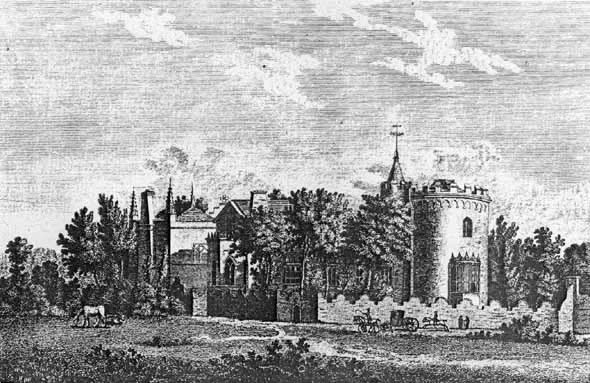
Gravure van Strawberry Hill uit de 18de eeuw

Strawberry Hill is een pre-neogotische villa uit de 18de eeuw in de gelijknamige wijk van Londen. Het werd gebouwd door Horace Walpole, een Engels schrijver.
Samen met twee vrienden, de architect Chute en de tekenaar Bentley, wilde Walpole laten zien wat perfecte architectuur was. Geïnspireerd door gebouwen als de kapel van Henry VII in Westminster Abbey met zijn waaiergewelven en de interieurs van Robert Adam werd het bouwproject aangevangen. Veel elementen uit interieurs van kathedralen vonden in kopie hun plek in de villa. Uiteindelijk domineerde twee stijlen het gebouw, een soort van kasteelstijl met torentjes en kantelen en een gotische kathedraal stijl met glas-in-lood en ribgewelven.
Bij de bouw bestond geen vast plan, Walpole voegde er in de loop van dertig jaar continu elementen aan toe. Hiermee begon hij in 1749 en bleef bouwen tot 1776 met een bouwspurt rond het jaar 1760.
Walpole's "kleine Gotische kasteel" is een vaak aangehaald voorbeeld van de stijl die Rococo-Gotiek wordt genoemd. Deze stijl was een belangrijke accelerator voor de neogotiek in de 19de eeuw. Vanwege de toonaangevende plaats van dit gebouw binnen deze stijl wordt het ook weleens de Strawberry-Hill-Gotiek genoemd.